# OR2T4
OR2T4 (англ. Olfactory receptor family 2 subfamily T member 4) – білок, який кодується однойменним геном, розташованим у людей на короткому плечі 1-ї хромосоми.  Довжина поліпептидного ланцюга білка становить 348 амінокислот, а молекулярна маса — 39 414.
| 10         |  | 20         |  | 30         |  | 40         |  | 50         |
| ---------- |  | ---------- |  | ---------- |  | ---------- |  | ---------- |
| MDNITWMASH |  | TGWSDFILMG |  | LFRQSKHPMA |  | NITWMANHTG |  | WSDFILLGLF |
| RQSKHPALLC |  | VVIFVVFLMA |  | LSGNAVLILL |  | IHCDAHLHTP |  | MYFFISQLSL |
| MDMAYISVTV |  | PKMLLDQVMG |  | VNKISAPECG |  | MQMFFYVTLA |  | GSEFFLLATM |
| AYDRYVAICH |  | PLRYPVLMNH |  | RVCLFLSSGC |  | WFLGSVDGFT |  | FTPITMTFPF |
| RGSREIHHFF |  | CEVPAVLNLS |  | CSDTSLYEIF |  | MYLCCVLMLL |  | IPVVIISSSY |
| LLILLTIHGM |  | NSAEGRKKAF |  | ATCSSHLTVV |  | ILFYGAAIYT |  | YMLPSSYHTP |
| EKDMMVSVFY |  | TILTPVVNPL |  | IYSLRNKDVM |  | GALKKMLTVE |  | PAFQKAME   |

A: Аланін

C: Цистеїн

D: Аспарагінова кислота

E: Глутамінова кислота

F: Фенілаланін

G: Гліцин

H: Гістидин

I: Ізолейцин

K: Лізин

L: Лейцин

M: Метіонін

N: Аспарагін

P: Пролін

Q: Глутамін

R: Аргінін

S: Серин

T: Треонін

V: Валін

W: Триптофан

Кодований геном білок за функціями належить до рецепторів, g-білокспряжених рецепторів, білків внутрішньоклітинного сигналінгу. 
Задіяний у такому біологічному процесі як поліморфізм. 
Локалізований у клітинній мембрані.